# عملية نيبليك
عملية نيبليك هي عبارة عن سلسلة تجارب نووية أمريكية تتكون من 41 تجربة نووية أجريت بين عامي 1963-1964. سبقتها هذه الاختبارات سلسلة عملية رولر كوستر وتلتها سلسلة عملية حجر الشحذ.